# 钨酸盐
钨酸盐是指钨(VI)的含氧酸盐，其最常见的形式是WO42-。钨还能够形成多酸盐，如[W4O16]8-、[W7O24]6-、[H2W12O40]6-等。钨和大部分元素（如PV、AsV、MnII、MnIII、CeIV等）可以形成杂多酸盐。
钨酸盐可以在自然界中以矿物的形式存在，如白钨矿（CaWO4）、钨铁矿（FeWO4）等。

## 常见化合物
常见的钨酸盐有：
- 仲钨酸铵 - (NH4)10(H2W12O42)·4H2O
- 钨酸钠 - Na2WO4
- 钨酸钾 - K2WO4

## 取代钨酸盐
钨酸盐中的氧可以被过氧根取代，形成过氧钨酸盐，如黄色的W(O2)42-等。硫或硒逐个至完全取代的硫（硒）代钨酸盐也是已知的，例如Cs2WSe4。而碲代钨酸盐的报道很少。